# Ronil Kumar
Ronil Kumar (Suva, 29 november 1984)  is een voormalige Fijisch voetballer die bij voorkeur als middenvelder speelt.
Op 26 augustus 2007 in de thuiswedstrijd tegen Tuvalu maakte Kumar zijn debuut voor Fiji voetbalelftal. Hij begon in de basis maar in de 62e minuut werd hij gewisseld. Alvin Avinesh is zijn vervanger. De wedstrijd ging gewonnen met 16-0. Hij heeft 14 wedstrijden gespeeld en twee doelpunten gescoord voor zijn nationale ploeg.
Kumar beëindigde zijn voetbalcarrière in 2017 en per direct werd hij trainer van Ba FA. Op 30 december 2020 vertrok hij bij Ba FA.
Op 18 februari 2023 werd bekend dat Kumar heeft contract getekend bij Lautoka FC. 

## Privé
Ronil Kumars broer is voetballer Salesh Kumar. 